# Loving Jesus
Loving Jesus – kontrowersyjna doktryna religijna nowego ruchu religijnego The Family International polegająca na wierze członków grupy, iż Jezus jest Oblubieńcem, a Kościół (chrześcijanie) są jego Oblubienicą. Jezus powinien być traktowany jako małżonek i ukochany, a miłość tę członkowie grupy mogą wyrażać słowami. Wyznania te nie mogą zawierać wulgaryzmów i są wypowiadane prywatnie, bądź na spotkaniach, w których uczestniczą tylko osoby powyżej 16 roku życia. Praktyka ta jest stosowana od 1995 roku, a stosować ją mogą dobrowolnie członkowie, którzy ukończyli 16 lat.